# Мисниченко Владислав Петрович
Владислав Петрович Мисниченко (13 квітня 1929, село Коломак, тепер селище Коломацького району Харківської області — 15 квітня 2019, місто Харків) — український радянський партійний діяч, 1-й секретар Харківського обкому КПУ. Член ЦК КПУ в 1976—1990 р. Депутат Верховної Ради УРСР 9—10-го скликань. Депутат Верховної Ради СРСР 10—11-го скликань (у 1983—1989 роках). Народний депутат СРСР у 1989—1991 роках. Член ЦК КПРС у 1981—1990 р. Кандидат економічних наук (1966).

## Біографія
У 1936—1941 роках — учень школи. У вересні 1941 родина евакуювалася у місто Нижній Тагіл Свердловської області РРФСР. У вересні 1942 — вересні 1943 року — слюсар танкового заводу імені Комінтерну у місті Нижній Тагіл. У 1946 році закінчив середню школу.
У 1946—1952 роках — студент літакобудівного факультету Харківського авіаційного інституту, спеціальність — інженер-механік.
У липні 1952 — липні 1955 року — старший інженер Харківського авіаційного заводу.
Член КПРС з 1955 року.
У липні 1955 — вересні 1957 року — заступник завідувача відділу комсомольських організацій Харківського обласного комітету ЛКСМУ.
У вересні 1957 — травні 1959 року — інструктор відділу партійних органів Харківського обласного комітету КПУ. У травні 1959 — грудні 1964 року — заступник завідувача відділу партійних органів Харківського обласного комітету КПУ.
У грудні 1964 — червні 1972 року — 2-й секретар Харківського міського комітету КПУ.
15 червня 1972 — 10 червня 1980 року — 2-й секретар Харківського обласного комітету КПУ.
10 червня 1980 — 5 січня 1990 року — 1-й секретар Харківського обласного комітету КПУ.
З січня 1990 року — на пенсії. З червня 1993 року — головний редактор міжрегіонального промислового видання «Сельский журнал».
У 2006—2010 і 2014—2015 роках — депутат Харківської обласної ради від КПУ.
Автор книг: «Творчість мас і управління виробництвом» (1965), «Матеріальне та моральне стимулювання праці в промисловості» (1969), «Економічна ефективність стимулювання прогресу науки і техніки» (1973), 12 брошур, близько 100 статей.

## Нагороди
- орден Жовтневої революції
- два ордени Трудового Червоного Прапора
- орден Знак Пошани
- медалі
- почесний громадянин Харківської області (2006)[1]